# Tribe
A Tribe az amerikai Queensrÿche  heavy metal / progresszív metal együttes nyolcadik nagylemeze, mely 2003-ban jelent meg. A zenekarhoz ideiglenesen visszatért Chris DeGarmo, aki a dal- és szövegírásból is kivette a részét (öt dalban szerepel szerzőként).
Emellett már szerepelt az albumon a Kelly Gray helyére került Mike Stone is. Az albumot ismét új kiadó adta ki, ezúttal a Sanctuary Records. 
A lemez produceri és keverési munkálatait Scott Olson, illetve Adam Kasper látta el. 
Az albumon továbbra is erősen jelen van a Queensrÿche 1990-es évekbeli korszaka, de itt már egyre több metalos elem bukkant fel. Fogadtatása nagyrészt vegyes volt. A lemeznyitó Open és Losing Myself dalokat a Satellite rádió rendszeresn a műsorára tűzte.

## Számlista
1. "Open" (DeGarmo/Tate/Wilton) - 4:32
2. "Losing Myself" (Stone/Tate) - 4:12
3. "Desert Dance" (DeGarmo/Rockenfield/Tate/Wilton) - 3:57
4. "Falling Behind" (DeGarmo/Tate) - 4:28
5. "The Great Divide" (Tate/Wilton) - 4:01
6. "Rhythm of Hope" (Jackson/Rockenfield/Tate) - 3:31
7. "Tribe" (Jackson/Rockenfield/Tate/Wilton) - 4:39
8. "Blood" (Rockenfield/Tate/Wilton) - 4:13
9. "The Art of Life" (DeGarmo/Tate) - 4:12
10. "Doin' Fine" (DeGarmo/Tate) - 3:54

## Közreműködők
- Geoff Tate - Ének
- Chris DeGarmo - Gitár
- Michael Wilton - Gitár
- Mike Stone - Gitár
- Eddie Jackson - Basszusgitár
- Scott Rockenfield - Dob

## Külső hivatkozások
- Queensrÿche hivatalos honlap